# Pseudotyphistes
Pseudotyphistes là một chi nhện trong họ Linyphiidae.